# Guillaume Thiberge
Guillaume Thiberge est un auteur français de science-fiction, né en 1959.
Il a utilisé le pseudonyme Kalahatnatse III Irbud.

## Œuvre
Par ordre chronologique.
- Monsieur Dorne, 1990 (nouvelle)
- Nomades 1, 1990 (nouvelle)
- L'Arme qui a vaincu la guerre, 1990 (nouvelle)
- Fiche bricolage, 1991 (nouvelle)
- Cubes, 1993 (nouvelle)
- Les Voies du silence, 1995 (nouvelle)
- L'Appel de l'espace (1996)
- Le Hib, 1998 (nouvelle publiée dans l'anthologie Escales sur l'horizon)
- Opération veilleuse, 2000 (nouvelle publiée dans l'anthologie Escales 2001)
- Highway 666, 2002 (nouvelle)
- Voisin, voisine et autres monstres, 2002 (nouvelle)
- À notre image, 2005 (nouvelle)
- L'Animatrice, 2006 (nouvelle)
- La Mère de tous les vices, 2010 (nouvelle)
- Fièvre (nouvelle)
- Vergessen sie nicht den Führer (nouvelle)